# Leberkäse

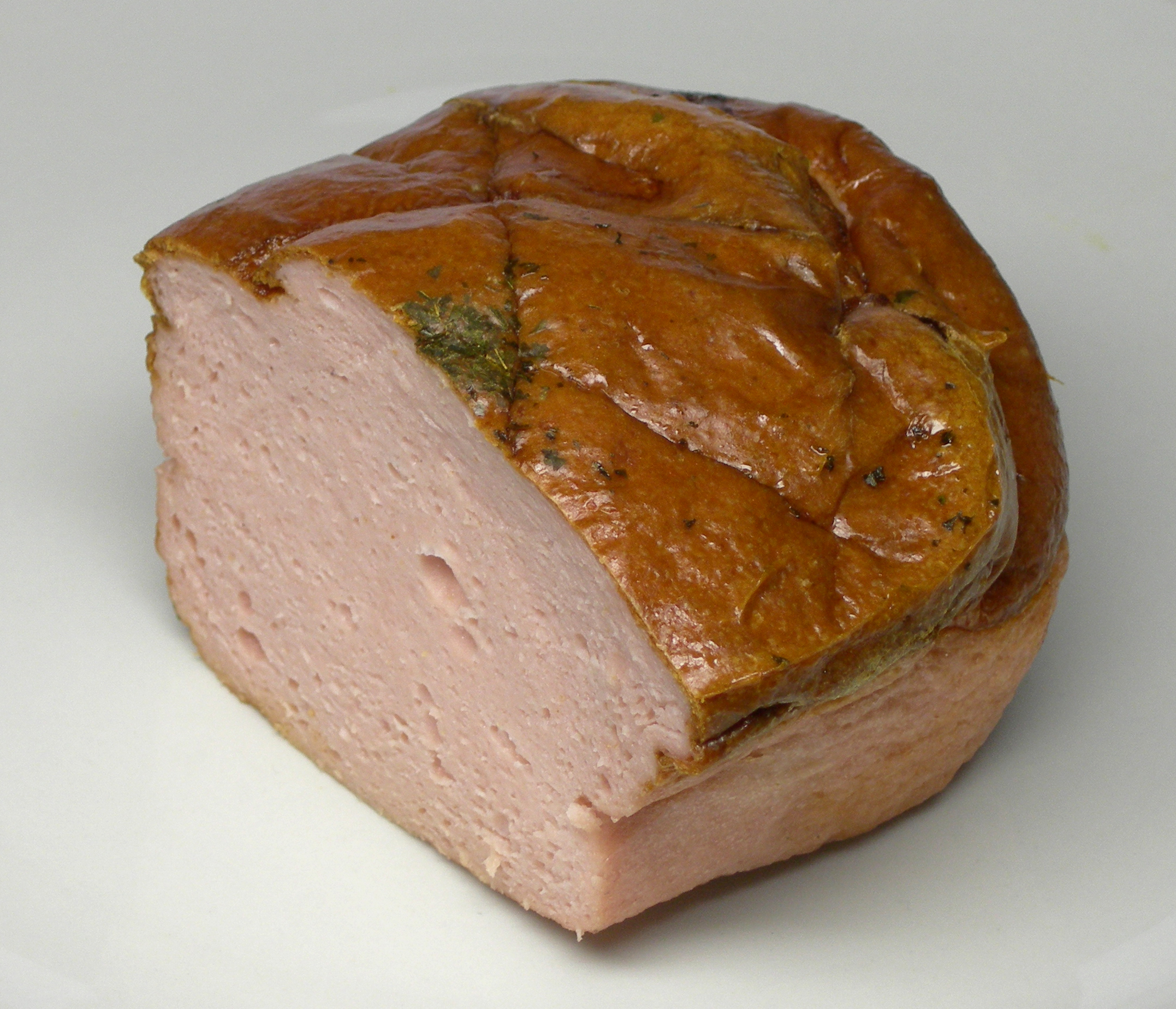
Traditionell Leberkäse med örter på.

Leberkäse (bokstavligen 'leverost'); ibland stavat Leberkäs eller Leberka(a)s är en köttspecialitet som ursprungligen är från södra Tyskland, men som även är populär i Österrike och delar av Schweiz. Leberkäse liknar köttfärslimpa och innehåller köttfärs, fläskkött och bacon och lagas genom att man mal ingredienserna väldigt fint för att sedan bakas som en limpa i en brödform tills den får ett krispigt brunt skal.

## Hur det äts
Leberkäse avnjuts traditionellt på olika sätt:
- Serveras oftast på en semmel (fralla) när den fortfarande är varm. Traditionellt smaksätts smörgåsen med senap och/eller inlagd gurka. Resultatet kallas generellt Leberkäsesemmel och är en stapelvara i sydtyska och österrikiska snabbmatsställen, slakterier och snabbköp.
- Två skivor Leberkäse med en skiva skinka och ost i mitten doppas i ägg, täcks med ströbröd och steks. Detta kallas för falsches Cordon Bleu ("falsk Cordon Bleu").

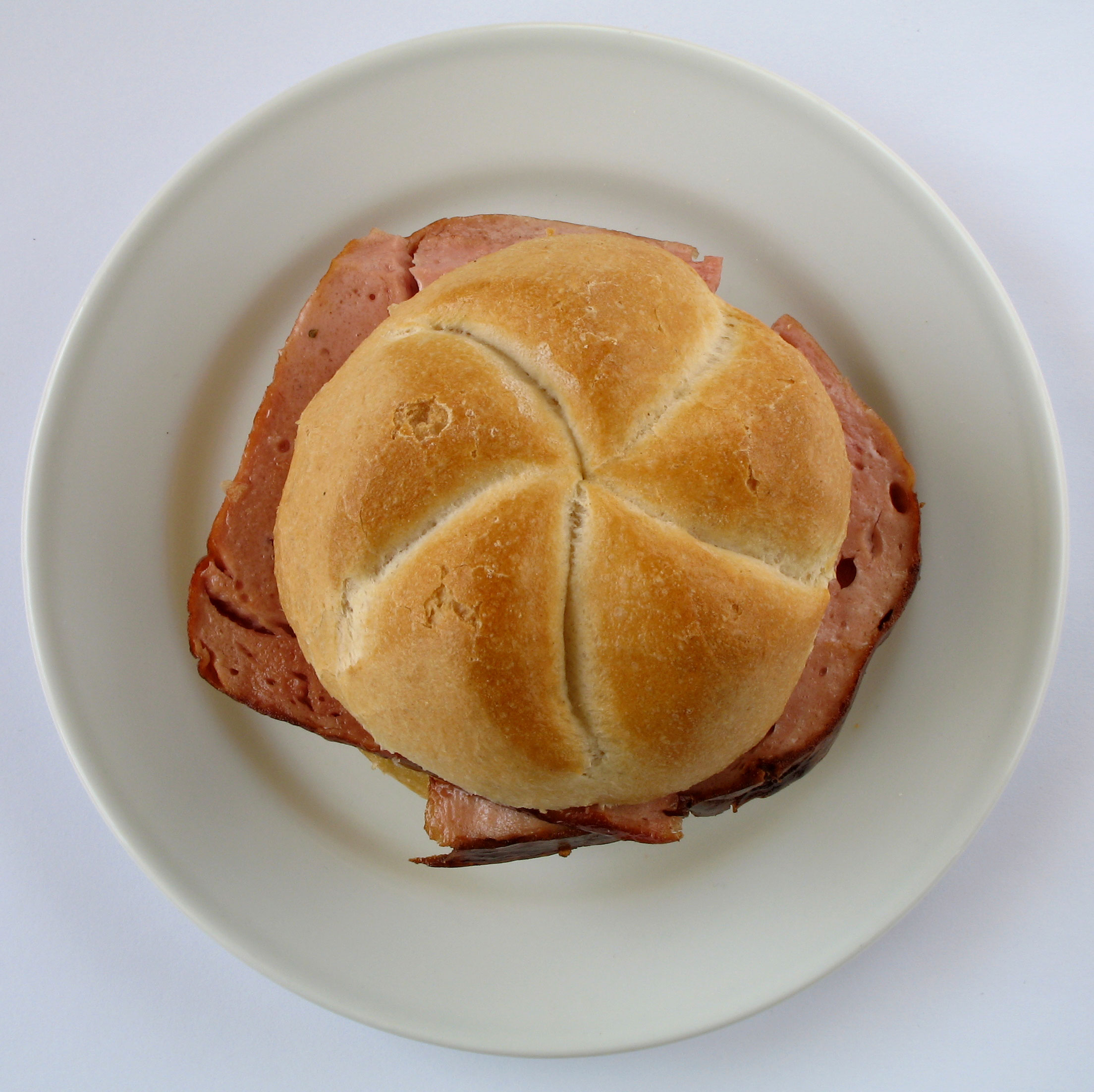
Leberkäsesemmel

En vanlig biergarten-rätt är stekt Leberkäse, vanligtvis serverad med ett stekt ägg och potatissallad och ibland spenat.

## Varianter
Vanliga varianter är:
- Käseleberkäse, vilket inkluderar små bitar av ost i smeten.
- Paprika Leberkäse, vilket inkluderar små bitar av inlagd gurka och paprika, och ibland även chilli.
- Pizzaleberkäse, vilket inkluderar ost, delad paprika, inlagd gurka och små kuber med salami. Namnet kommer från dess likhet med pizza.
- Pferdeleberkäse (Tyska Pferd = häst), vilket är gjort med hästkött. Denna variant är vanligtvis inte konsumerad i Tyskland, men är populär i Wien.
- Zwiebelleberkäse (Tyska Zwiebel = lök), vilket är gjort med lök. Vanligt i vissa delar av Tyskland.